# Sainte-Eulalie (Gironde)
Pour les articles homonymes, voir Sainte-Eulalie.
Sainte-Eulalie est une commune du Sud-Ouest de la France, située dans le département de la Gironde, en région Nouvelle-Aquitaine. Elle dispose d'une zone commerciale importante et de plusieurs monuments historiques.

## Géographie

### Localisation
La commune de Sainte-Eulalie se situe dans le Nord de l'Entre-deux-Mers, entre Garonne et Dordogne, dans le Nord-Est de l'aire d'attraction de Bordeaux et dans son unité urbaine.

### Communes limitrophes
Les communes limitrophes sont  Ambarès-et-Lagrave, Carbon-Blanc, Lormont, Saint-Loubès et Yvrac.
|              | Ambarès-et-Lagrave | Saint-Loubès |
| Carbon-Blanc | Sainte-Eulalie     |              |
| Lormont      |                    | Yvrac        |

### Climat
Pour des articles plus généraux, voir Climat de la Nouvelle-Aquitaine et Climat de la Gironde.
Historiquement, la commune est exposée à un climat océanique aquitain.  
En 2020, Météo-France publie une typologie des climats de la France métropolitaine dans laquelle la commune est exposée à un climat océanique et est dans la région climatique  Aquitaine, Gascogne, caractérisée par une pluviométrie abondante au printemps, modérée en automne, un faible ensoleillement au printemps, un été chaud (19,5 °C), des vents faibles, des brouillards fréquents en automne et en hiver et des orages fréquents en été (15 à 20 jours).
Pour la période 1971-2000, la température annuelle moyenne est de 13,1 °C, avec une amplitude thermique annuelle de 14,4 °C. Le cumul annuel moyen de précipitations est de 890 mm, avec 11,7 jours de précipitations en janvier et 6,5 jours en juillet. Pour la période 1991-2020, la température moyenne annuelle observée sur la station météorologique la plus proche, située sur la commune de Saint-Gervais à 12,25 km à vol d'oiseau, est de 13,9 °C et le cumul annuel moyen de précipitations est de 824,9 mm,. Pour l'avenir, les paramètres climatiques de la commune estimés pour 2050 selon différents scénarios d’émission de gaz à effet de serre sont consultables sur un site dédié publié par Météo-France en novembre 2022.

## Urbanisme

### Typologie
Au 1er janvier 2024, Sainte-Eulalie est catégorisée ceinture urbaine, selon la nouvelle grille communale de densité à sept niveaux définie par l'Insee en 2022.
Elle appartient à l'unité urbaine de Bordeaux, une agglomération intra-départementale regroupant 73  communes, dont elle est une commune de la banlieue,,. Par ailleurs la commune fait partie de l'aire d'attraction de Bordeaux, dont elle est une commune de la couronne,. Cette aire, qui regroupe 275 communes, est catégorisée dans les aires de 700 000 habitants ou plus (hors Paris),.

### Occupation des sols

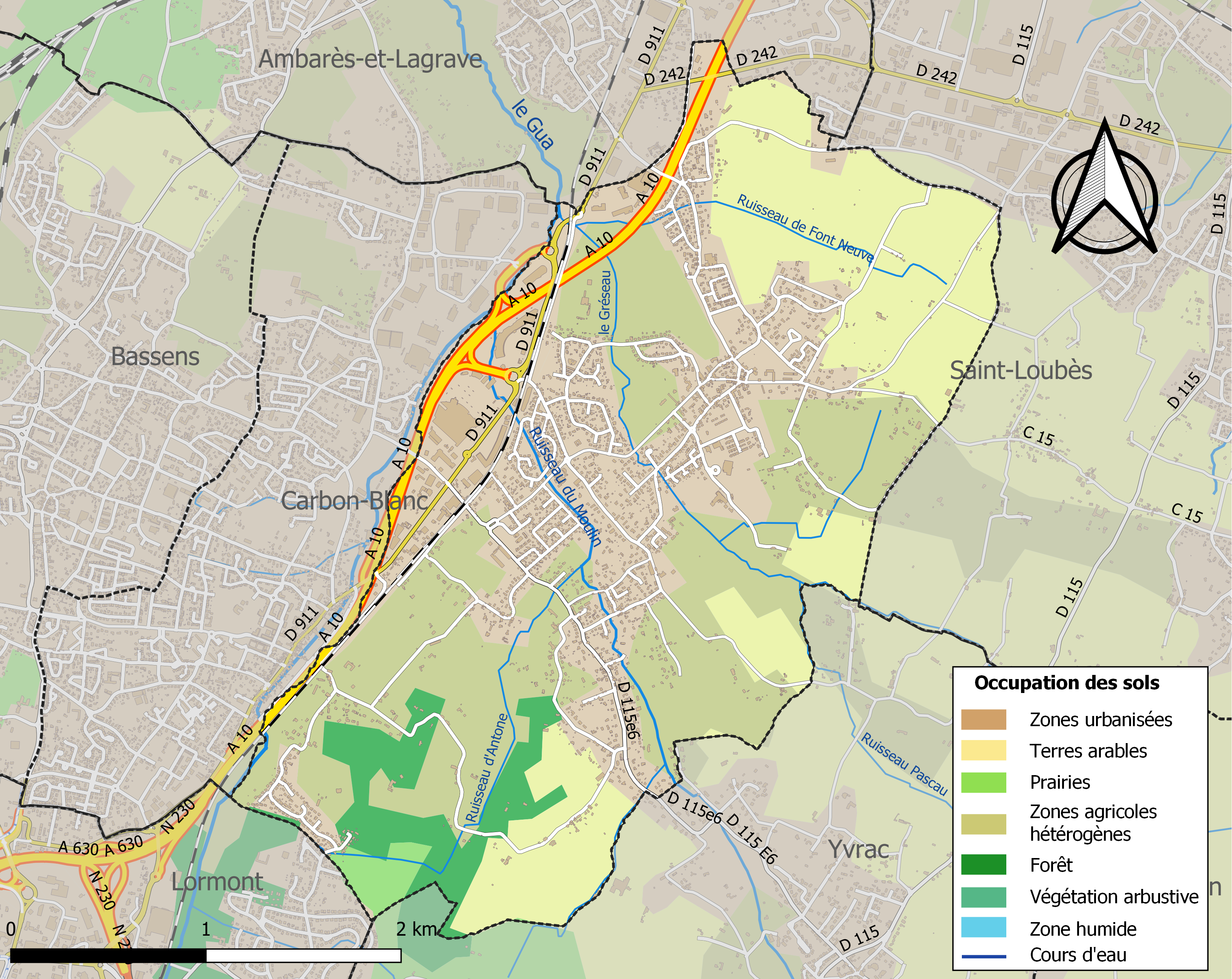
Carte des infrastructures et de l'occupation des sols de la commune en 2018 (CLC).

L'occupation des sols de la commune, telle qu'elle ressort de la base de données européenne d’occupation biophysique des sols Corine Land Cover (CLC), est marquée par l'importance des territoires agricoles (58,5 % en 2018), en diminution par rapport à 1990 (72,7 %). La répartition détaillée en 2018 est la suivante : 
zones agricoles hétérogènes (32,8 %), zones urbanisées (27,2 %), cultures permanentes (24,4 %), zones industrielles ou commerciales et réseaux de communication (8,7 %), forêts (5,6 %), prairies (1,3 %). L'évolution de l’occupation des sols de la commune et de ses infrastructures peut être observée sur les différentes représentations cartographiques du territoire : la carte de Cassini (XVIIIe siècle), la carte d'état-major (1820-1866) et les cartes ou photos aériennes de l'IGN pour la période actuelle (1950 à aujourd'hui).

### Voies de communication de transports
- Ligne de chemin de fer SNCF Ligne de Chartres à Bordeaux-Saint-Jean
- Bus TransGironde Lignes : 201 ; 202 ; 301 ; 3011 ; 200 ; 300

### Risques majeurs
Le territoire de la commune de Sainte-Eulalie est vulnérable à différents aléas naturels : météorologiques (tempête, orage, neige, grand froid, canicule ou sécheresse), mouvements de terrains et séisme (sismicité faible). Un site publié par le BRGM permet d'évaluer simplement et rapidement les risques d'un bien localisé soit par son adresse soit par le numéro de sa parcelle.
Les mouvements de terrains susceptibles de se produire sur la commune sont des tassements différentiels.

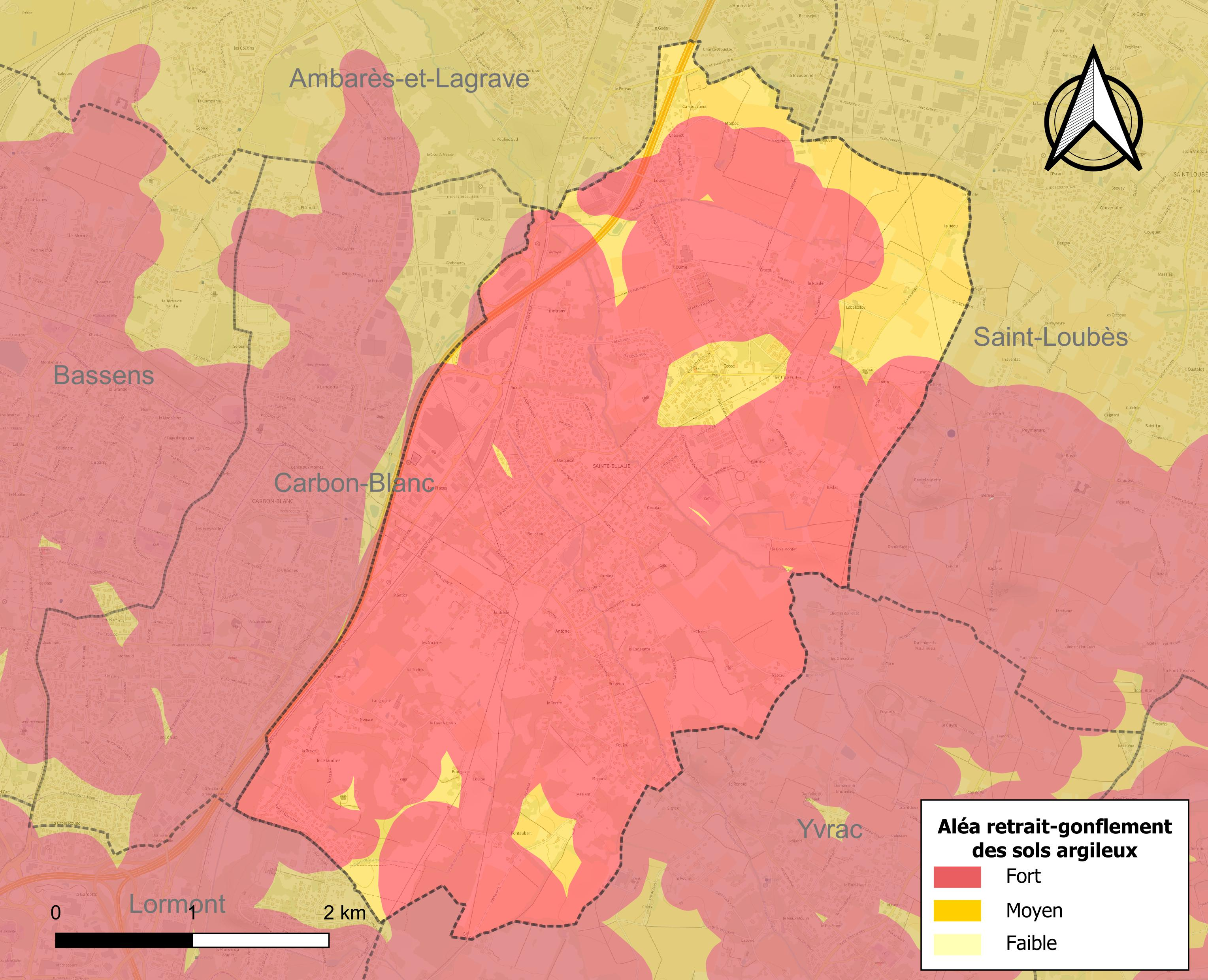
Carte des zones d'aléa retrait-gonflement des sols argileux de Sainte-Eulalie.

Le retrait-gonflement des sols argileux est susceptible d'engendrer des dommages importants aux bâtiments en cas d’alternance de périodes de sécheresse et de pluie. La totalité de la commune est en aléa moyen ou fort (67,4 % au niveau départemental et 48,5 % au niveau national). Sur les 1 823 bâtiments dénombrés sur la commune en 2019, 1 823 sont en aléa moyen ou fort, soit 100 %, à comparer aux 84 % au niveau départemental et 54 % au niveau national. Une cartographie de l'exposition du territoire national au retrait gonflement des sols argileux est disponible sur le site du BRGM,.
La commune a été reconnue en état de catastrophe naturelle au titre des dommages causés par les inondations et coulées de boue survenues en 1982, 1983, 1999, 2009, 2013 et 2021, par la sécheresse en 1995, 2002, 2005 et 2017 et par des mouvements de terrain en 1983 et 1999.

## Toponymie
Le nom de la commune provient de la dédicace de la paroisse à sainte Eulalie, appelée « la vierge de Mérida », martyrisée en l'an 304.
En gascon, le nom de la commune est Senta Eulàlia.

## Histoire
Placée jadis sous la protection de la maison Montferrand et d'Aliénor d'Aquitaine, Sainte-Eulalie s'est appelée Sainte-Eulalie d'Ambarès jusqu'à la fin du XIXe siècle. L'abbaye de Bonlieu, édifiée en 1141 par Sicaire sous l'impulsion des Monteferrand, amorce un vaste aménagement des terres en parcelles agricoles. Elle gagnera en notoriété par sa production de vin, donnant à la future commune les bases de son activité viticole qui persistera jusqu'à nos jours. À partir des années 1960 toutefois Sainte-Eulalie va subir une première vague d'urbanisation par lotissement, qui ira en s'intensifiant à partir des années 2000, vouant à la disparition les étendues de vigne et les prairies au profit de blocs résidentiels et de voiries. Depuis 2009 la commune est engagée dans un programme de densification urbaine en partenariat avec l'Agence nationale de rénovation urbaine, avec livraison dès 2013 de nombreuses résidences, dont des logements sociaux, faisant apparaître de nouveaux quartiers aux noms évocateurs tels Europe, Clos de Cosse ou Sabalette.

## Politique et administration
La commune de Sainte-Eulalie fait partie de l'arrondissement de Bordeaux. À la suite du découpage territorial de 2014 entré en vigueur à l'occasion des élections départementales de 2015, la commune est transférée du canton de Carbon-Blanc supprimé au nouveau canton de la Presqu'île,. Sainte-Eulalie fait également partie de la Communauté de communes Les Rives de la Laurence.

### Liste des maires
| Période                                  | Période   | Identité              | Étiquette     | Qualité                                                                        |
| ---------------------------------------- | --------- | --------------------- | ------------- | ------------------------------------------------------------------------------ |
| 1907                                     | 1938      | Eugène Alfred Pousson |               | Urologue chirurgien. Professeur à la Faculté de médecine de Bordeaux.          |
| 1933                                     | 1977      | Georges Portmann      | Centre gauche | Sénateur (1933-1941 et 1955-1971) Médecin ORL Membre de l'Académie de Médecine |
| 1977                                     | 1989      | Serge Dutruch         | PS            |                                                                                |
| 1989                                     | 1995      | Marcel Riva           | PS            |                                                                                |
| juin 1995                                | mars 2001 | Jean Charpentier      | PS            |                                                                                |
| mars 2001                                | mars 2008 | Christian Laur        | PCF           |                                                                                |
| mars 2008                                | En cours  | Hubert Laporte        | UMP puis UDI  | Entrepreneur et ingénieur en bâtiment Conseiller départemental depuis 2015     |
| Les données manquantes sont à compléter. |           |                       |               |                                                                                |

### Jumelages
- Yepes (Castille-La Manche) (Espagne) depuis 1994
- Laufach (Bavière) (Allemagne) depuis 1974[24]

## Population et société
Les habitants de Sainte-Eulalie sont appelés les Eulaliens.

### Démographie
L'évolution du nombre d'habitants est connue à travers les recensements de la population effectués dans la commune depuis 1793. Pour les communes de moins de 10 000 habitants, une enquête de recensement portant sur toute la population est réalisée tous les cinq ans, les populations de référence des années intermédiaires étant quant à elles estimées par interpolation ou extrapolation. Pour la commune, le premier recensement exhaustif entrant dans le cadre du nouveau dispositif a été réalisé en 2005.

En 2022, la commune comptait 4 922 habitants, en évolution de +8,25 % par rapport à 2016 (Gironde : +6,91 %, France hors Mayotte : +2,11 %).
| 1793 | 1800 | 1806 | 1821 | 1831 | 1836 | 1841 | 1846 | 1851 |
| ---- | ---- | ---- | ---- | ---- | ---- | ---- | ---- | ---- |
| 901  | 806  | 644  | 569  | 616  | 759  | 781  | 748  | 707  |

| 1856 | 1861 | 1866 | 1872 | 1876 | 1881 | 1886 | 1891 | 1896 |
| ---- | ---- | ---- | ---- | ---- | ---- | ---- | ---- | ---- |
| 685  | 715  | 768  | 720  | 701  | 693  | 711  | 698  | 695  |

| 1901 | 1906 | 1911 | 1921 | 1926 | 1931 | 1936 | 1946 | 1954 |
| ---- | ---- | ---- | ---- | ---- | ---- | ---- | ---- | ---- |
| 692  | 711  | 735  | 761  | 877  | 933  | 919  | 871  | 943  |

| 1962  | 1968  | 1975  | 1982  | 1990  | 1999  | 2005  | 2006  | 2010  |
| ----- | ----- | ----- | ----- | ----- | ----- | ----- | ----- | ----- |
| 1 139 | 1 953 | 2 633 | 3 365 | 3 930 | 4 189 | 4 544 | 4 606 | 4 632 |

| 2015  | 2020  | 2022  | - | - | - | - | - | - |
| ----- | ----- | ----- | - | - | - | - | - | - |
| 4 576 | 4 932 | 4 922 | - | - | - | - | - | - |

### Manifestations culturelles et festivités
- Saintefolie
- Défi sport

## Culture locale et patrimoine

### Lieux et monuments

#### Église paroissiale Sainte-Eulalie
Abside du XIIe siècle, cloche en fonte classée en 1941. Elle est inscrite à l'Inventaire général du patrimoine culturel.

L'abside semi-circulaire de l'église est la partie la plus ancienne, édifiée au XIe siècle, dont les modillons du chevet ont été martelés ; elle est ainsi décrite par Léo Drouyn : « L'abside surmontée d'un mur haut de 1,50 m environ destiné à supporter la toiture est divisé en trois pans verticaux par des contreforts élevés sur des socles et plats à leurs partie supérieure mais bien plus saillants dans le bas, à partir du milieu de leur hauteur ; cette saillie est accusée par un amortissement incliné. Ils montent jusqu'à la corniche appuyée sur des corbeaux frustes, mais où l'on distingue encore quelques moulures et des figures humaines informes. »

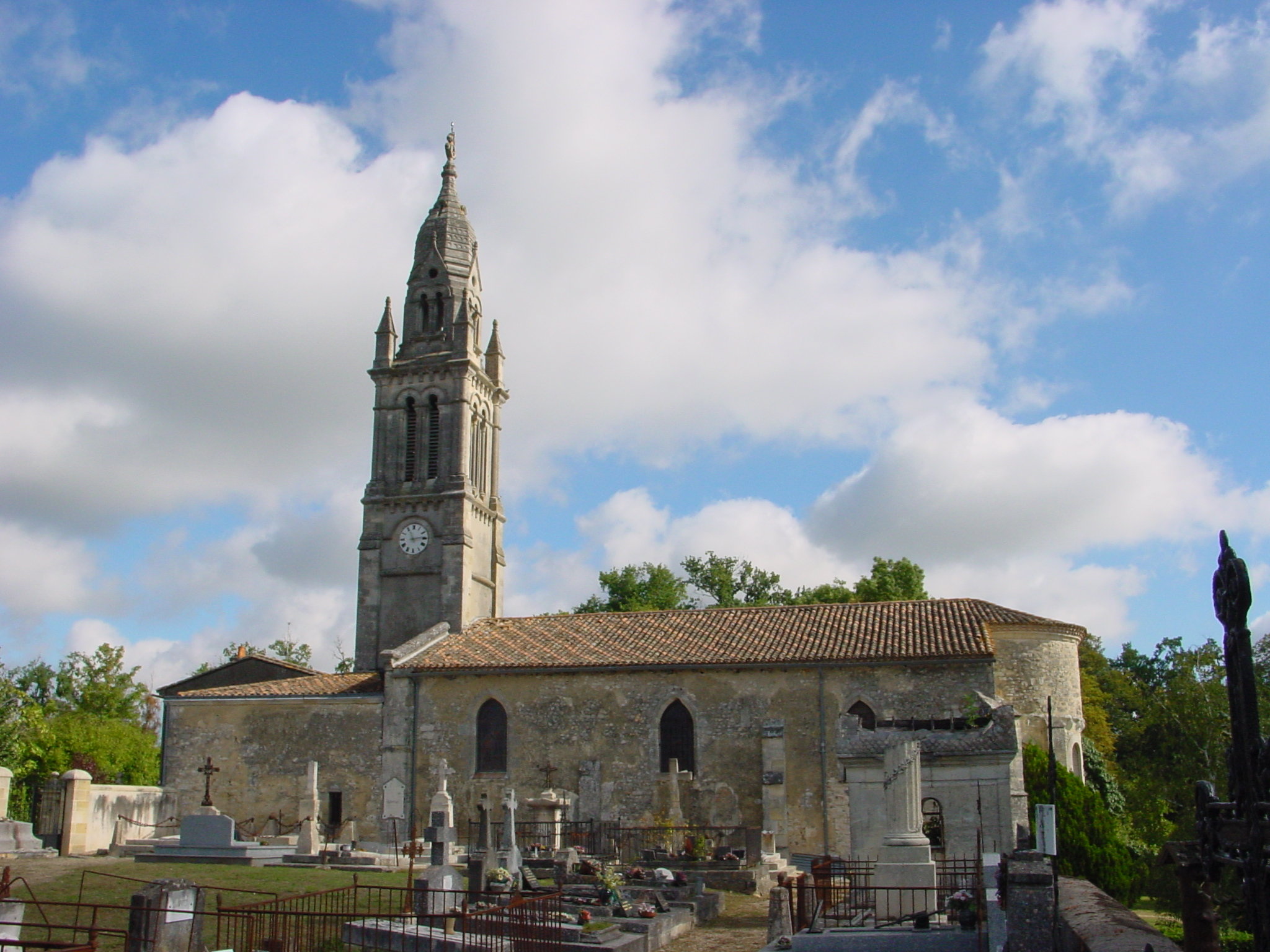
L'église Sainte-Eulalie.
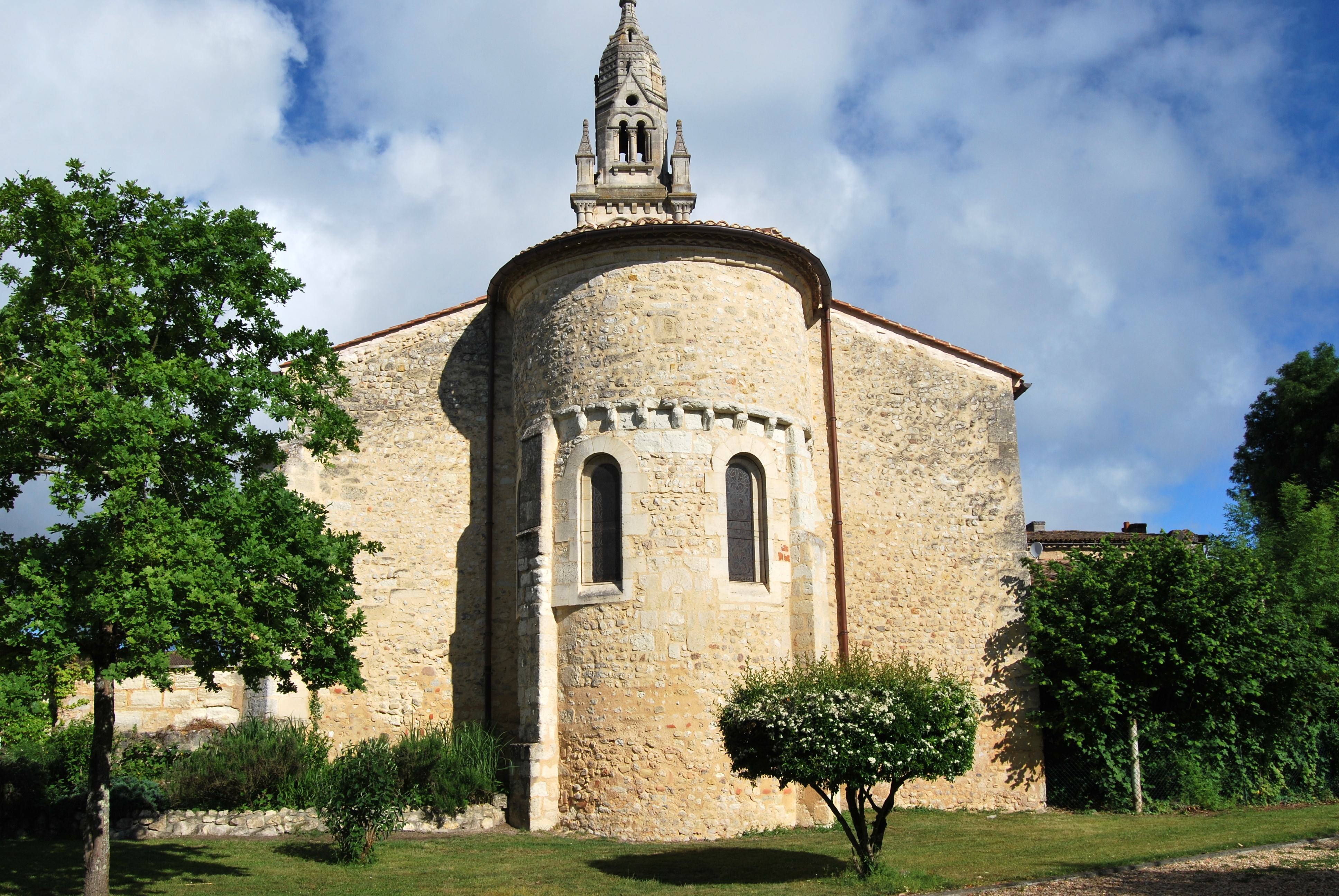
Le chevet roman de l'église Ste-Eulalie.
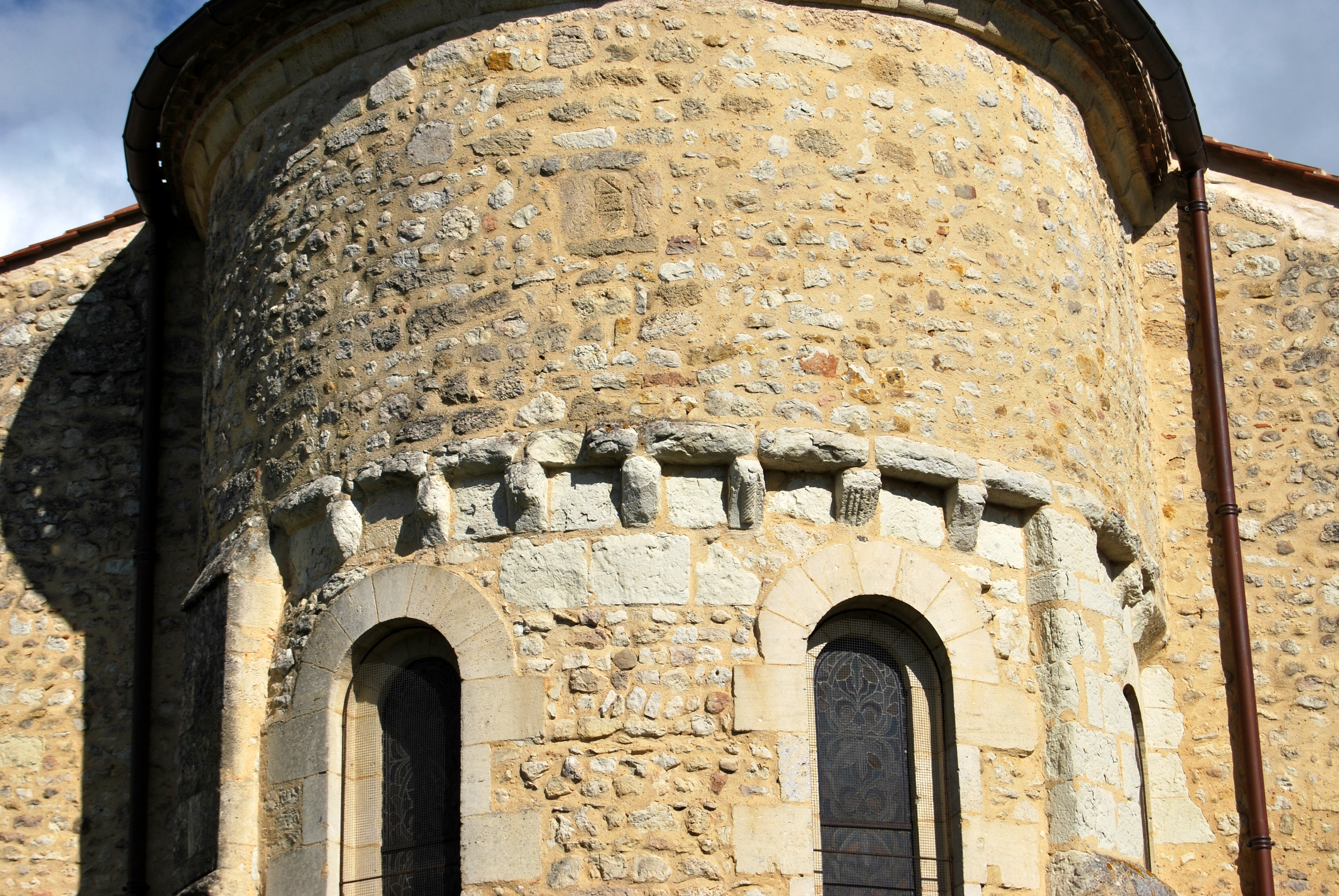
Les modillons de l'église Ste-Eulalie.
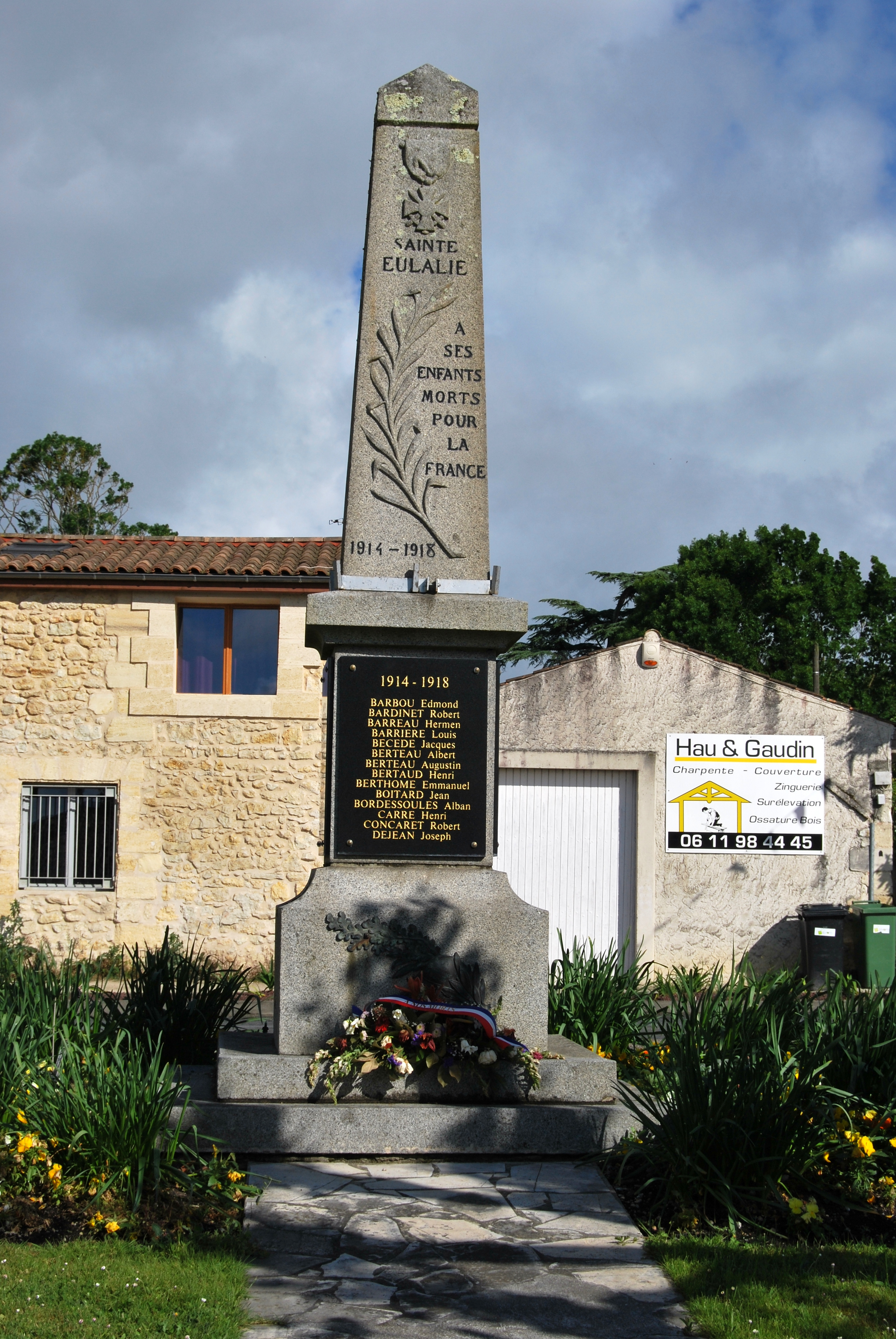
Monument aux morts.

#### Abbaye de Bonlieu
Ancienne abbaye cistercienne, créée au XIIe siècle, devenue une résidence privée depuis la Révolution française.

#### Château de Bellassise
Château construit au XIXe siècle sur les restes d'une ancienne maison noble datant du XVIe siècle et dépendant de l'abbaye de Bonlieu. La construction est due aux architectes André Bac et Louis Garros, pour le négociant bordelais Paul Maurel.

#### La Tour Gueyraud
Domaine mentionnée au XVIIIe siècle, dont les vestiges sont englobés à la fin du XIXe siècle dans l'aménagement de dépendances agricoles accompagnant la construction d'un nouveau logis indépendant et celle d'un chai (construit par Ernest Minvielle et partiellement détruit) portant la date 1876.
Présence à proximité d'une ancienne motte castrale et d'un puits artésien. Le site est devenu un parc public.

#### Château Montjon Le Gravier

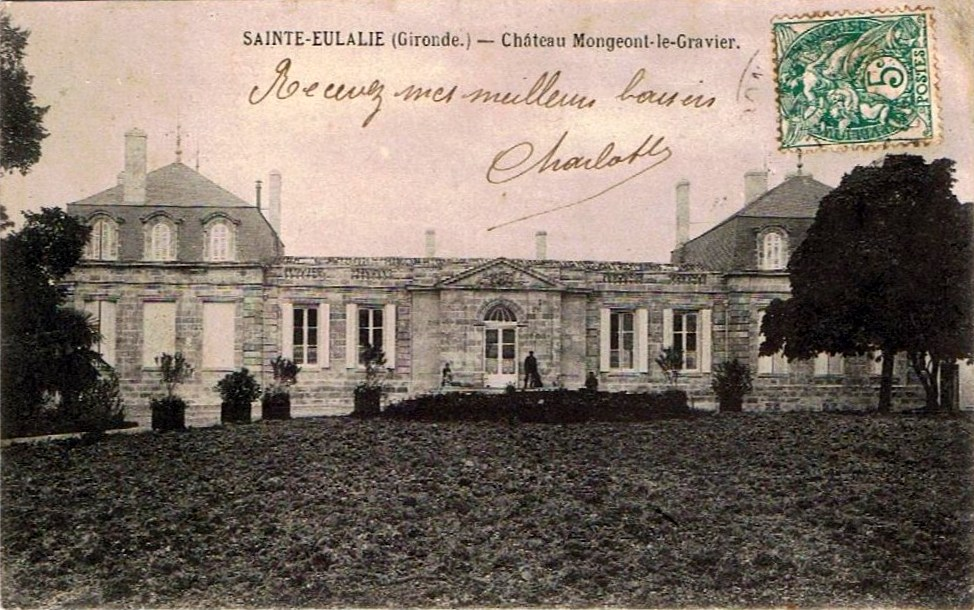
Château Montjon Le Gravier vers 1910.

La chartreuse est construite au XVIIIe siècle, sur le coteau du bourg, pour François de Montjon, écuyer au Parlement de Guyenne. Elle est constituée d'un élégant rectangle flanqué de deux larges pavillons avec une rotonde au centre.

#### Château Chelivette

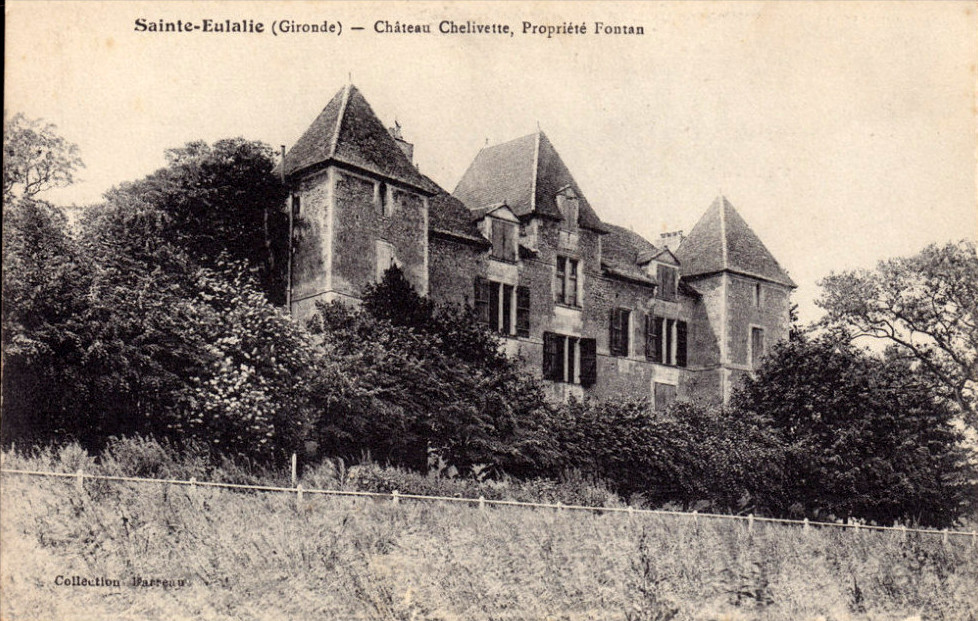
Château Chelivette vers 1910.

Le château fort de la Seigneurie de Chelivette se dressait au XIIIe siècle, là où se trouvent désormais les chais de vinification. Sur le domaine, on découvre aujourd'hui le château remanié à la fin du XVIe siècle, pour Pierre de Seurin, conseiller au Parlement. Sur le coteau on découvre un sémaphore créé en 1791 pour servir de relais au télégraphe visuel de Claude Chappe basé sur un système de transmission optique par machine à bras articulés. En 1794 la reddition du prince de Condé transita par cette Tour carrée. Un imposant colombier circulaire comptant près de 1300 boulins complète le Domaine.
Par jugement du Parlement de Rennes en 1656, la totalité du vin produit sur la Seigneurie de Chelivette est octroyée aux chanoines du collège des Jésuites de Bordeaux qui en furent propriétaires entre 1626 et 1764, date à laquelle il fut transmis au collège de Guyenne. Le château, ainsi que celui voisin de Mathereau, est toujours un domaine viticole de l'Entre-Deux-Mers, et appartient désormais au couple Florence et Jacques Borel.

#### Château de Cosse

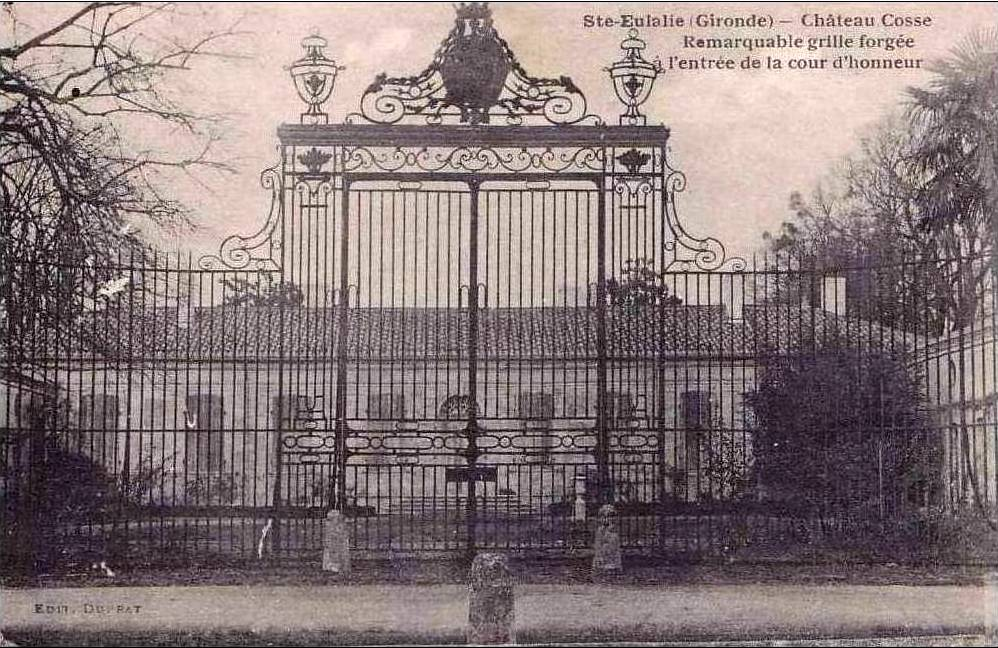
Château de Cosse, vers 1910.

Situé rue François-Boulière, tout près de l'église, la chartreuse est bâtie pour M. de Saint-Cricq en 1743 d’après une date portée sur une cheminée des communs.

#### Autres monuments
- Château Dintrans[35] (lieu-dit Biscaye)

- Château Signoret[35]

### Personnalités liées à la commune
- Georges Portmann (1890-1985), spécialiste international de l'otorhinolaryngologie et sénateur de la Gironde.
- Angelo de Sorr (1822-1881), écrivain.
- Valériane Vukosavljević, née Ayayi, joueuse de basket-ball, a grandi à Sainte-Eulalie[36]
- Joël Ayayi, joueur de basket-ball, a grandi à Sainte-Eulalie[36]

### Sainte-Eulalie autrefois

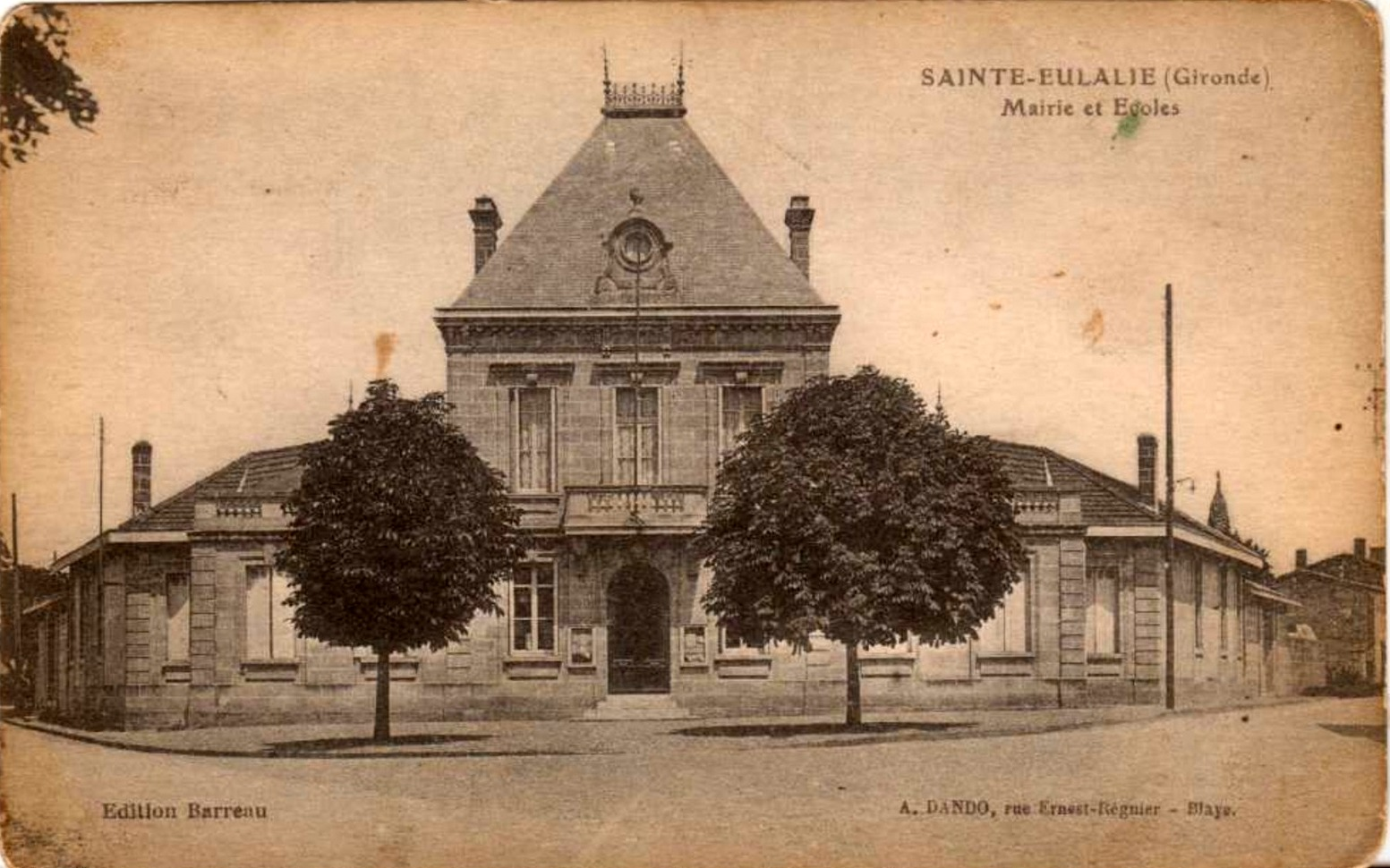
Mairie et écoles.
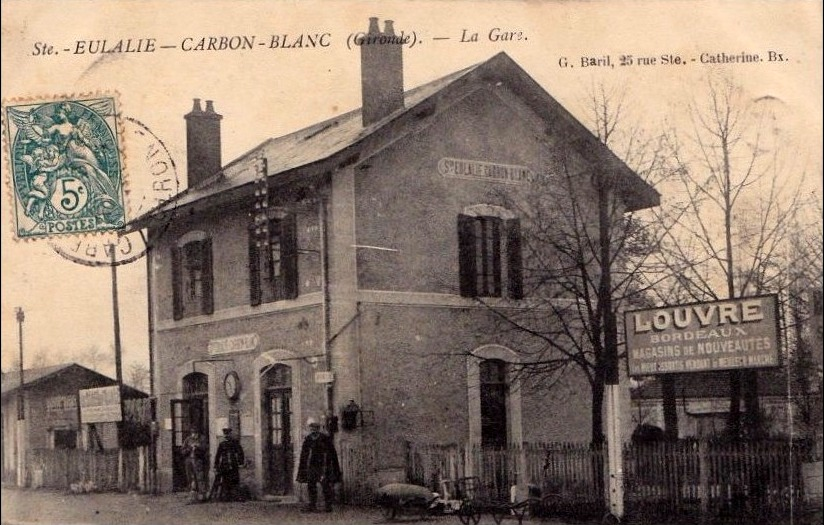
La gare.
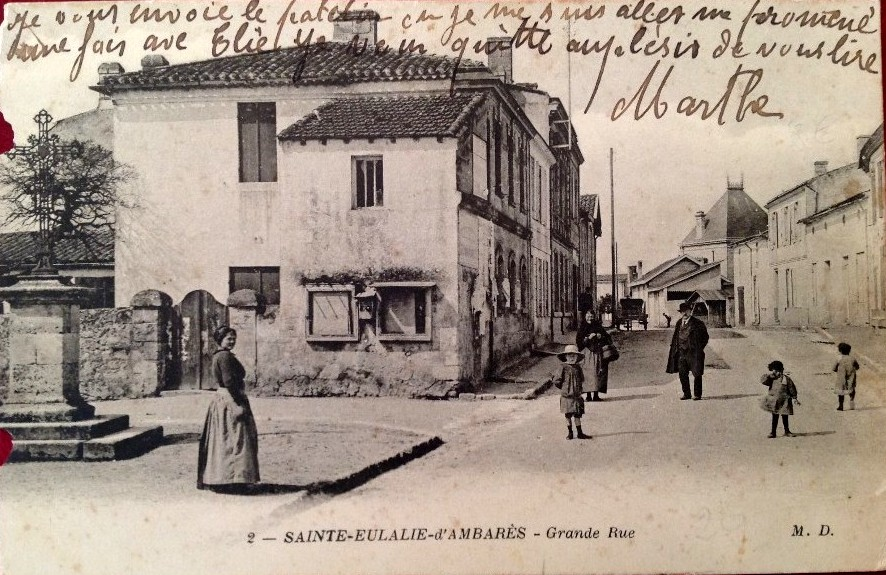
Grande rue.
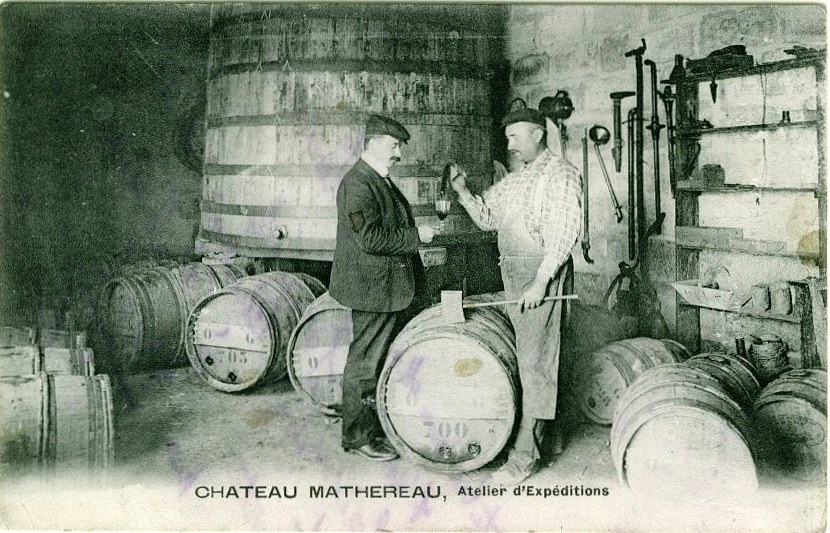
Château Mathereau.
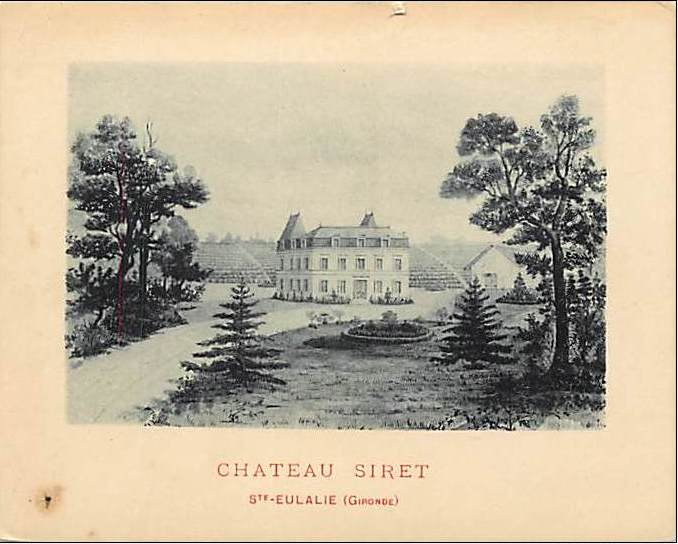
Château Siret.

### Héraldique
| Blason de Sainte-Eulalie | Blason  | Tranché, au premier coupé au I d’azur au navire de sable habillé d’argent et flammé de gueules voguant sur une mer de sinople, et au II d’argent plain, au second d’argent à la grappe de raisin soudée d’or tigée, vrillée et feuillée d’une pièce de sinople, sommée d’un escargot contourné aussi d’or ; à la cotice d’azur chargée de trois étoiles d’or à plomb brochant sur la partition. |
| Blason de Sainte-Eulalie | Détails | La grappe de raisin et le bateau, séparés par une bande, symbolisent l'Entre-deux-Mers et illustrent la viticulture et l’exportation des vins par voie fluviale. L’escargot rappelle le nom donné parfois aux Eulaliens, réputés amateurs de « cagouilles », les « Escargots ». Officiel, présent sur le site de la mairie.                                                                     |